# Clorur de cobalt(II)
El clorur de cobalt(II) o diclorur de cobalt, és un compost inorgànic de fórmula CoCl₂. La forma anhidra presenta un color blau clar, mentre que la forma hexahidratada, CoCl₂·6H₂O, pren un color rosa fosc. Aquesta propietat fa que s'utilitzi el clorur de cobalt(II) com a indicador d'humitat en dessecants.

## Síntesi
La forma anhidra es pot preparar fent reaccionar cobalt metàl·lic amb clor gas.
Co (s) + Cl₂ (g) → CoCl₂ (s)
La forma hexahidratada es pot preparar fent reaccionar hidròxid de cobalt(II) o carbonat de cobalt(II) amb àcid clorhídric:
Co(OH)₂ + 2 HCl + 6 H₂O → CoCl₂·6H₂O
CoCO₃ + 2 HCl + 6 H₂O → CoCl₂·6H₂O
CoO + 2 HCl + 6 H₂O → CoCl₂⋅6H₂O + H₂O